# It's About Time
It's About Time e дебютният студиен албум на групата Jonas Brothers. Издаден е на 8 август 2006 от Columbia Records и има голям успех в християнския жанр. Излиза на пазара първо в християнски книжарници чрез INO Records, а по-късно и чрез Daylight Records, като три от песните са заменени с други три, включващи кавърите на Busted. След като развалят договора си с първия си музикален продуцент и подписват с Hollywood Records, количествата от албума са изчерпани. Много е трудно да бъде намерено негово копие дори в сайтове като eBay. Огромната му рядкост е подсилена и от факта, че вече го няма и дигитално, правейки единствените бройки много скъпи.
Песента „Time For Me To Fly“ е включена във филма от 2006 Aquamarine.

## Песни

### Вариант на INO Records
1. „I Am What I Am“
2. „Mandy“
3. „One Day at a Time“
4. „Time For Me To Fly“
5. „6 Minutes“
6. „You Just Don't Know“
7. „Underdog“
8. „Don't Tell Anyone“
9. „7:05“
10. „Hey, We're Gonna Be Alright“
11. „Dear God“

### Вариант на Daylight Records
1. „What I Go To School For“ – кавър (3:36)
2. „Time For Me To Fly“ (3:08)
3. „Year 3000“ – кавър (3:22)
4. „One Day at a Time“ (3:55)
5. „6 Minutes“ (3:06)
6. „Mandy“ (2:48)
7. „You Just Don't Know It“ (3:39)
8. „I Am What I Am“ (2:10)
9. „Underdog“ (3:16)
10. „7:05“ (3:48)
11. „Please Be Mine“ (3:13)

Общо: 36:00

## Mandy (Манди)
Mandy е първият сингъл на „Джонас Брадърс“ от дебютния им албум It's About Time. Издаден е като такъв на 27 декември 2005 с видео от три части.
Песента е написана за семейна приятелка на име Манди. Включена е в албума Zoey 101: Music Mix (Зоуи 101: Музикален Микс) – саундтрак към предаването Zoey 101 (Зоуи 101), след като песента е използвана в първия телевизионен филм на предаването Spring Break-up.
Сингълът не успява да заеме добри места в класациите на никоя държава по света.

### Музикални клипове
Епизод 1: Епизодът започва в училище (сниман е в гимназията „Пасадена“ в Пасадена, Калифорния). Манди пише съобщение на приятеля си да се срещнат на паркинга, но след като звънецът бие, си изпуска телефона без да забележи. Ник Джонас го намира и тича през навалицата, за да ѝ го даде. Тя е на паркинга с гаджето си (ролята се изпълнява от Родерик Галоуей) и неговите приятели. Ник изтичва и дава телефона на Манди, но това не се харесва на приятеля ѝ. Когато Ник се връща от училище, той го преследва с колата си.
Епизод 2: Ник бяга от приятеля на Манди, качва се на тротоара и изчезва в някакви храсти. Приятелят на Манди слиза от колата, за да го потърси, но след като не го намира, се отказва и го вижда в колата на братята му (Кевин шофира, Джо е на пътническото място до него, а Ник е отзад), които отминават смеейки се. По-късно през тази вечер Манди и гаджето ѝ са на бала и са коронясани за крал и кралица. Братята също са там. Тя се опитва да си тръгне, но приятелят ѝ я издърпва и я целува по устните. Тя бяга и вижда братята навън. Моли ги да я закарат до вкъщи и те го правят. Влиза в къщата си и се кара с баща си. Бяга навън и в същото време гаджето ѝ и приятелите му спират до колата на братята. Видеото завършва с нея, чудеща се с кой да тръгне.
Епизод 3: На следващия ден Манди е в колата на приятеля си, който троши пощенска кутия с бухалка за бейзбол. В училище тя му връща колието си, в знак че къса с него. Тръгва си и отива при Ник и Джо, които седят до едно дърво. Бившият ѝ приятел вижда това и отива при тях, за да ги заплашва. Манди тича, за да намери Кевин. Двамата се качват в колата му и спират при Ник и Джо, които бързо се качват. По пътя в колата се качват още две момичета и братята махат самодоволно на бившето гадже на Манди. Отиват на мястото, където изпълняват песента. Клипът завършва с „The End?“ (Край?).

## Реклами и турнета
На 5 ноември 2005 започва първото турне на „Джонас Брадърс“. Провежда се най-вече за реклама на новия им албум. Завършва на 17 декември 2005 и докато се провежда, братята взимат участие в турнетата и на The Cheetah Girls и Aly&AJ.
Второто им турне, Jonas Brothers American Club Tour, е с основен лозунг против дрогата. Провежда се най-вече по клубове из страната пред много малка публика поради ниската им популярност тогава. Започва на 28 януари 2006 и завършва на 3 март 2006 с общо 28 представления.
След като е развален договорът им с Columbia Records, те бързо подписват с Hollywood, които получават правата само за „Year 3000“, превръщайки песента в последния сингъл на албума. Тя е преиздадена в следващия им албум.

## Изпълнители
- Ник Джонас – вокал, китара, пиано, барабани
- Джо Джонас – вокал, китара, пиано, дайре
- Кевин Джонас – китара
- Джон Тейлър – китара
- Грег Гарбовски – бас китара